# Huecco
Iván Sevillano Pérez (Plasencia, 28 de marzo de 1974), conocido como Huecco, es un cantante español, criado en su juventud entre el barrio de Campamento (Aluche) y Extremadura, de ahí su profundo sentimiento de sentirse extremeño.
Estuvo 10 años desde 1994 hasta 2004 como cantante y compositor de algunos temas de la banda de rap-metal Sugarless. Hace años, se construyó en Extremadura su lugar: "Inspiria", un refugio-estudio de grabación donde escribe y graba discos en la comarca de Las Hurdes (Cáceres). En el pasado era conocido como Ivahn. En 2005 se disuelve Sugarless y Huecco viaja a La Habana, Ciudad de México y Los Ángeles, donde reseteó su vida y se reinventó como Huecco mezclando la música que siempre le gustó: rock, flamenco y música latina. En Cuba escribió su primer hit y saltó a la fama en 2006 como cantante en solitario con su tema Pa' mi guerrera, una canción pionera en mezclar la voz grave, dura y gutural del género Metal sobre bases latinas como el reguetón. Él lo llamó "Rumbatón" (mezcla de rumba y reguetón). Pa' Mi Guerrera vendió 300.000 tonos para móvil entre 2006 y 2007 y el disco en el que estaba incluida fue Disco de Oro con más de 40.000 cds vendidos.

## Biografía
Tras la disolución de Sugarless, su anterior proyecto de rock, en el 2006 editó un disco que lleva por título su propio nombre. Su segundo disco titulado Assalto salió a la venta a finales de abril de 2008. Un disco donde se confirmó como uno de los artistas de fusión más especiales de España con hits como Mirando Al Cielo (que ha sido en 2019 Disco de Platino por los más de 10 millones de streams) o Se Acabaron Las Lágrimas, que fue también en 2010 Disco de Platino por la venta de 44.000 tonos de móvil. También incluía Reina de Los Angelotes, con la que consiguió llegar al Top 5 en las lista de radio Mainstream en Alemania.
En 2019 recibe en el programa de Tele 5 Pasapalabra el Disco de Oro y Platino por los 15 millones de streams de ambos temas, 5 de los cuales son por su versión con la cantante Rozalén de Mirando Al Cielo X Aniversario. En 2020 llevan entre las dos versiones, solo en SPOTIFY, más de 32 millones de escuchas.

### Etapa en Sugarless
Con esta banda, Huecco (entonces conocido como Ivahn) grabó tres discos: Asegúramelo (del que vendieron en 1994 más de 5.000 CD), Más Gas (del que vendieron en el 2000 más 10 000 CD) y Vértigo (del que se llegaron a vender 20.000 copias en España en 2002). Con la banda realizó incontables conciertos por toda la geografía española y alguno por Latinoamérica.
Compartió escenario con bandas de la talla de Slipknot , Biohazard y los reyes del stoner rock Queens of the Stone Age . Sugarless fueron toda una referencia en el rock independiente nacional y los únicos de todo el panorama musical en mezclar rock con funk, acid-jazz, grunge y punk siempre con sonidos vintage de los 70's y letras en español. Su logo, el famoso smiley que diseñó Ivahn, les hizo vender incluso más camisetas que discos en sus conciertos y Tiendas Tipo.
La banda se disuelve definitivamente en 2004 e Ivahn se marcha a Los Ángeles USA a poner los cimientos de su proyecto de fusión Huecco.

### Etapa en solitario
Con Huecco, su primer y homónimo disco, conocimos a la voz de Sugarless en solitario. Este álbum vio la luz, principalmente, en países de habla hispana aunque también desembarcó en EE. UU., Brasil o Portugal. Es el resumen de las influencias que ha ido recopilando en sus viajes durante todo un año: La Habana, México, D. F., Tijuana, Miami, Los Ángeles, San Francisco o São Paulo para combinarlas con sus raíces españolas.
Para su segundo álbum, grabado en Los Ángeles y bajo la tutela de Thomas Russo, el artista se ha inspirado en géneros tan dispares como el flamenco o la chanson francesa. Para la canción Se acabaron las lágrimas ha dispuesto de la voz de Hanna (cantante española que puso la voz a la edición 2007 de la Vuelta ciclista a España) en forma de dueto. Assalto, su último disco, salió a la venta el 22 de abril de 2008. En este trabajo, sus seguidores podrán disfrutar de la voz de Huecco en idiomas como el portugués o el francés. El disco se ha llegado a editar en Alemania, país donde su primer sencillo obtuvo una acogida digna de mencionar. Esto fue motivo suficiente para que el cantante español se desplazara al país germano para hacer algo de promoción en agosto.
En el 2011 lanzó su tercer álbum, Dame vida. En el mismo periodo da vida a la Fundación Dame Vida a través de la cual Huecco desarrolla sus proyectos sociales.
En esta época se une al grupo el batería riojano Raúl Frayle, natural de Gravalos.

## Discografía
- 2006: Huecco
- 2008: Assalto
- 2011: Dame vida
- 2016: Lobbo

### Sencillos
- Huecco

- «Pa' mi guerrera»
- «Tacones baratos»
- «Idiota»

- Assalto

- «La Reina de los Angelotes»
- «Mirando al cielo»
- «Se acabaron las lágrimas (con Hanna)»

- Dame vida

- «Dame vida»
- «Amar en tiempos violentos»
- «La brújula»

- Lobbo

- «Lobbo»
- «Que daría yo»

## Cine, radio y televisión
Huecco también ha participado en proyectos relacionados con el cine y la televisión:
- 2007: Freedomless , de Xoel Pamos.
- 2008: Lalola (España) (la versión española que se emite en Antena 3).
- 2009: HKM (Capítulo emitido el 6 de marzo de 2009).
- 2009: El Sol sale por el oeste (Canal Extremadura Radio) Intervención el 3 de agosto de 2009.
- 2009: Callejeros Viajeros : Los Ángeles (Cuatro)
- 2010: Compuso la sintonía "locos por el balón" para el programa deportivo El partidazo de COPE (COPE)
- 2011: Españoles en el mundo : Los Ángeles (TVE)
- 2012: Atrapa un millón (Antena 3)
- 2021: Viajeros Cuatro: Cáceres (Cuatro)

## Otros proyectos
En su sencillo, Se acabaron las lágrimas, para la grabación del videoclip, ha contado con el apoyo del Ministerio de Igualdad, y con la colaboración de multitud de personalidades, por el mensaje contra la violencia de género que lleva la canción, culminando dicho mensaje con el lema "Nos duele a tod@s".
El vídeo, que interpreta a dúo con Hanna, trata la historia de una bailarina de danza que pasa de sus momentos más tristes a un explosivo final de sonrisas. En él encontraremos imágenes del apoyo bajo el lema “Nos duele a todos (todas)". de la Ministra de Igualdad Bibiana Aído. También de escritoras como Carmen Posadas. De periodistas como Juan Ramón Lucas (En días como Hoy RTVE), Susanna Griso (Espejo Público A3), Angels Barceló (Hora 25, SER), Iñaki Gabilondo (Hoy CNN+), Pepa Bueno (Telediario segunda edición RTVE), Hilario Pino (Informativos Tele5), Ana Pastor (Los desayunos de TVE), Mamen Mendizábal (Informativos La Sexta), Begoña Tormo (Telemadrid), Juan Ignacio Ocaña (Grupo Intereconomía), Ana Belén Roy, Consuelo Berlanga. De gente del espectáculo como el humorista José Mota, las presentadoras Sandra Ibarra y Anne Igartiburu. De gente del cine como Pilar Bardem, Juanjo Puigcorbé, Antonia San Juan y Vanesa Romero. De la jueza María Tardón (encargada específicamente de los casos de violencia de género). De deportistas como Juan Carlos Navarro (FC Barcelona básquet). De cantantes como Diana Navarro, Kutxi Romero (Marea), Rulo (La Fuga, Rulo y la contrabanda) y Leo (Stravaganzza). De profesores de Universidad como Rubén Herrero. Y de bailarinas como la inmigrante etíope Adis. Así como la interpretación de la danza a cargo de la actriz-bailarina Xenia Sevillano, protagonista del vídeo y hermana de Huecco.
Ha compuesto e interpretado la sintonía de El partido de las 12, programa de la cadena COPE, titulada "Locos por el balón"; y la sintonía de la tercera temporada de La Hora de José Mota
El pasado 29 de diciembre de 2011 participó junto a otros famosos deportistas en el partido "Champions for África".
En 2014 compone e interpreta la canción "Sube la copa", tema oficial del Mundial de Baloncesto de dicho año, que tuvo lugar en España.
En 2018 pasa a formar parte de los órganos de dirección de la SGAE junto a otros artistas como Yolanda García Serrano, Hevia, Teo Cardalda, Inma Serrano, Tontxu, Antonio Onetti o Antonio Meliveo.
Tras los éxitos de Huecco con su canción “ Yo Sé que tu me quieres “ en el inicio del 2020 , ahora el cantante acaba de sacar “ Dos Segundos “ junto con la artista reconocida Ana Guerra.

## Varios
Fue profesor de patinaje sobre hielo en el pabellón de hielo de Leganés, dando clases tanto a niños como a adultos.
Mantuvo una relación con María García con la cual en el 2008 tuvo una hija llamada Itzel. 
En el 2019 se casó con Laura Jiménez, con la cual ha tenido un niño llamado Ezequiel nacido en el 2020